# کریستوفر کارلسون
کریستوفر کارلسون (انگلیسی: Christopher Carlson؛ زادهٔ ۱۴ مارس ۱۹۹۷) قایقران روئینگ اهل ایالات متحده آمریکا است.